# Lepidostoma mitchelli
Lepidostoma mitchelli är en nattsländeart som beskrevs av Oliver S. Flint Jr. och Wiggins 1961. Lepidostoma mitchelli ingår i släktet Lepidostoma och familjen kantrörsnattsländor. Inga underarter finns listade i Catalogue of Life.